# یما آتو
یما آتو (انگلیسی: Yema Auto) شرکت خودروسازی چینی است، که در سال ۱۹۹۴ تأسیس شد.